# Chấn tiêu

Chấn tiêu và chấn tâm của một trận động đất

Chấn tiêu (tiếng Hy Lạp cổ: ὑπόκεντρον [hypókentron] nghĩa là 'dưới trung tâm') là nguồn gốc của một trận động đất hay vụ nổ hạt nhân dưới bề mặt. Nó đồng nghĩa với từ tiêu điểm.

## Động đất
Chấn tiêu của một trận động đất là vị trí nơi mà năng lượng biến dạng lưu trữ trong các tảng đá được giải phóng lần đầu tiên, đánh dấu điểm mà đứt gãy bắt đầu nứt ra. Điều này xảy ra ngay dưới tâm chấn, ở một khoảng cách được gọi là độ sâu chấn tiêu.
Độ sâu chấn tiêu có thể được tính toán từ các phép đo dựa trên hiện tượng sóng địa chấn. Như với tất cả các hiện tượng sóng trong vật lý, có sự không chắc chắn trong các phép đo như vậy với bước sóng nên độ sâu chấn tiêu nguồn gốc của các sóng có bước sóng dài (tần số thấp) rất khó để xác định chính xác. Những trận động đất rất giải phóng ra một lượng lớn năng lượng qua sóng địa chấn với bước sóng rất dài và do đó một trận động đất mạnh hơn liên quan đến việc giải phóng năng lượng từ một khối đá nặng hơn.
Tính toán chấn tiêu của tiền chấn, động đất chính, và dư chấn của động đất cho phép phát hoạ ba chiều đứt gãy mà dọc theo nó chuyển động đang diễn ra. Đầu sóng mở rộng từ đứt gãy của động đất lan truyền với tốc độ vài km mỗi giây, sóng địa chấn này là những gì được đo tại các điểm khác nhau trên bề mặt để đưa ra một cách hình học dự đoán ban đầu về chấn tiêu. Thời gian sóng đến mỗi trạm thu dựa trên khoảng cách từ trạm đến chấn tiêu. Có một số điều cần phải được xem xét, quan trọng nhất là sự thay đổi vận tốc sóng dựa trên các chất liệu mà nó đi qua. Với việc điều chỉnh theo những thay đổi vận tốc, ước tính ban đầu của chấn tiêu được thực hiện, sau đó là một loạt các phương trình tuyến tính được thiết lập, một cho mỗi trạm. Các phương trình thể hiện sự chênh lệch giữa thời gian sóng đến trạm quan sát được và thời gian ước tính ban đầu. Những phương trình này được giải bằng phương pháp bình phương tối thiểu. Phương pháp này tính tổng bình phương tối thiểu của sự chênh giữa các thời điểm đến thực tế và tính toán, và một vị trí chấn tiêu mới được ước tính. Hệ thống này lặp lại cho đến khi vị trí được xác định chính xác trong phạm vi sai số cho phép với các tính toán vận tốc; việc này được gọi là hồi quy tuyến tính.